# رینو راگنار لتو
رینو راگنار لتو (انگلیسی: Reino Ragnar Lehto؛ ۲ مه ۱۸۹۸ – ۱۳ ژوئیهٔ ۱۹۶۶) یک وکیل و سیاست‌مدار اهل فنلاند بود. وی از ۱۸ دسامبر ۱۹۶۳ تا ۱۲ سپتامبر ۱۹۶۴ نخست‌وزیر این کشور بود.